# Johnsbach
Johnsbach  är en ort i kommunen Admont i distriktet Liezen i förbundslandet Steiermark i Österrike. Johnsbach var tidigare en självständig kommun, men blev den 1 januari 2015 en del av kommunen Admont.